# Lean On
"Lean On" é uma canção do projeto musical Major Lazer - composto, na altura de lançamento desta canção, pelos produtores Diplo, Walshy Fire e The Jillionaire - e do produtor DJ Snake. A canção apresenta vocais da artista dinamarquesa MØ e foi lançada como primeiro single do álbum Peace Is the Mission (2015), em 1 de março de 2015. O single recebeu críticas universalmente positivas e alcançou o
top 10 em dezenove paradas nacionais, incluindo o número um na Austrália e o número quatro no Reino Unido. A música obteve um grande nível de sucesso também no YouTube, atingindo a marca de mais de 2 bilhões de visualizações.

## Faixas e formatos
| Download digital |                    |                                                                                            |                  |         |  |
| N.º              | Título             | Compositor(es)                                                                             | Produtor(es)     | Duração |  |
| 1.               | "Lean On" (com MØ) | Thomas Pentz, Karen Ørsted, William Grigahcine, Philip Meckseper, Harry Grant, Alfie Grant | Diplo e DJ Snake | 2:56    |  |

## Desempenho nas tabelas musicais

### Posições
| Tabela musical (2015)                                  | Melhor posição |
| ------------------------------------------------------ | -------------- |
| Argentina (Monitor Latino)                             | 1              |
| Austrália (ARIA)                                       | 1              |
| Austrália (ARIA Dance)                                 | 1              |
| Áustria (Ö3 Austria Top 40)                            | 3              |
| Bélgica (Ultratop - Flanders)                          | 2              |
| Bélgica (Ultratop - Valônia)                           | 3              |
| Brasil (Billboard Brasil Hot 100)                      | 59             |
| Canadá (Canadian Hot 100)                              | 3              |
| Croácia (ARC)                                          | 1              |
| Dinamarca (Tracklisten)                                | 1              |
| Finlândia (Suomen virallinen lista)                    | 1              |
| França (Syndicat National de l'Édition Phonographique) | 2              |
| Alemanha (Official German Charts)                      | 4              |
| Hungria (Rádiós Top 40)                                | 1              |
| Irlanda (IRMA)                                         | 1              |
| Itália (FIMI)                                          | 3              |
| Países Baixos (MegaCharts)                             | 1              |
| Nova Zelândia (Recorded Music NZ)                      | 1              |
| Noruega (VG-lista)                                     | 3              |
| Polónia (Polish Airplay Top 100)                       | 2              |
| Escócia (Scottish Singles Chart)                       | 7              |
| Sérvia (IFPI)                                          | 1              |
| Eslováquia (Rádio Top 100)                             | 17             |
| África do Sul (EMA)                                    | 5              |
| Espanha (PROMUSICAE)                                   | 2              |
| Suécia (Sverigetopplistan)                             | 2              |
| Suíça (Schweizer Hitparade)                            | 1              |
| Reino Unido (UK Singles Chart)                         | 2              |
| Reino Unido (OCC UK Indie)                             | 1              |
| Estados Unidos (Billboard Hot 100)                     | 4              |
| Estados Unidos (Billboard Dance/Electronic Songs)      | 1              |
| Estados Unidos (Billboard Dance Club Songs)            | 18             |
| Estados Unidos (Billboard Latin Pop Airplay)           | 21             |
| Estados Unidos (Billboard Mainstream Top 40)           | 6              |
| Estados Unidos (Billboard Rhythmic)                    | 5              |

## Outras Versões

### Open Bar
A drag-queen brasileira Pabllo Vittar lançou uma versão da canção em língua portuguesa chamada Open Bar para seu EP de estreia homônimo.